# Chodynka (Tolstoi)

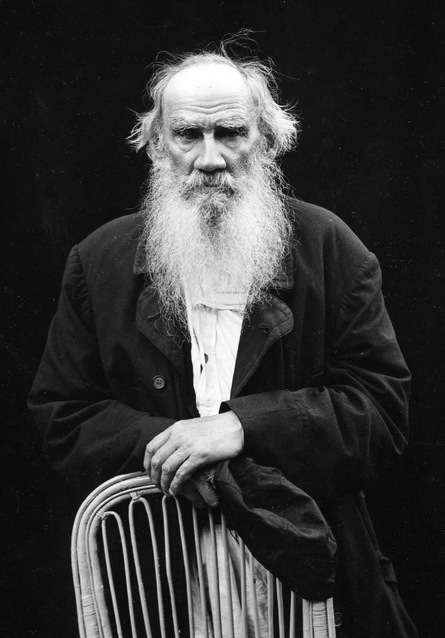
Lew Tolstoi im Jahr 1902
fotografiert von Carl Bulla

Chodynka, auch Auf dem Chodynkafeld (russisch Ходынка), ist eine Erzählung, die Lew Tolstoi am 25. Februar 1910 niederschrieb und die 1912 postum im Bd. 3 der  Nachgelassenen künstlerischen Werke L. N. Tolstois auf den Seiten 183–193 in Moskau erschien. 1983 kam der Text in Bd. 14 Powesti und Erzählungen der 22-bändigen Tolstoi-Ausgabe im Verlag für Künstlerische Literatur, ebenfalls in Moskau, heraus.
Tolstoi fing eine Episode aus der Massenpanik vom 18. Mai 1896 auf dem Moskauer Chodynkafeld in seiner kleinen Geschichte ein. Anlass für das Volksfest war die Thronbesteigung Nikolaus’ II. gewesen.

## Inhalt
Am 17. Mai 1896 holt sich die 23-jährige Prinzessin Alexandra, Rina genannt, bei ihrem Vater Fürst Pawel Golizyn die Erlaubnis zum Besuch des Volksfestes auf der Chodynka-Wiese ein. Der Vater vermag seiner einzigen geliebten Tochter die absurde Idee nicht auszureden. Rina, die hübsche, stattliche junge Hofdame, die die Nähe der Narodniki sucht, muss sich in Begleitung ihres Bruders Alek unbedingt unters Volk mischen.
An jenem 18. Mai werden auf der Chodynka-Wiese vor dem kaiserlichen Pavillon Präsente an das Volk verschenkt. Es heißt, in manchen Geschenkpäckchen seien Glückslose versteckt – mit Gewinnen von bis zu mehreren hundert Rubeln. Entsprechend ist der Andrang. Rina wird niedergetrampelt und für tot gehalten. Der junge Jemeljan Semjonytsch Jagodow, ein verheirateter, keineswegs begüterter Arbeiter in einer Moskauer Zigarettenfabrik, schaut sich die auf dem Rücken liegende, halb entblößte junge Dame genauer an. Es ist noch Leben drin! 
Rina war lediglich ein Weilchen bewusstlos gewesen. Später stellt sich heraus, Alek konnte dem Gedränge rechtzeitig den Rücken kehren und ist bereits zu Hause. So ruft Jemeljan eine Droschke. Rina bittet ihren Retter in das Gefährt. Jemeljan solle doch den Dank ihres Vaters, des Fürsten, entgegennehmen. Jemeljan fühlt sich in dem Moment so glücklich. Er lehnt großmütig ab. Rina besteht auf ihrem Wunsche. Jemeljan bleibt fest; fordert während des endgültigen Abschieds lediglich seinen Sommermantel zurück, den er dem schönen Fräulein während der Bergung aus dem unglaublichen Getümmel fürsorglich umgelegt hatte.

## Verwendete Ausgabe
- Chodynka. Aus dem Russischen übersetzt von Hermann Asemissen. S. 492–502 in: Eberhard Dieckmann (Hrsg.): Lew Tolstoi. Hadschi Murat. Späte Erzählungen. Bd. 13 von Eberhard Dieckmann (Hrsg.), Gerhard Dudek (Hrsg.): Lew Tolstoi. Gesammelte Werke in zwanzig Bänden. Rütten und Loening, Berlin 1986